# St. Augustine Beach (Florida)
St. Augustine Beach és una població dels Estats Units a l'estat de Florida. Segons el cens del 2000 tenia 4.683 habitants.

## Demografia
Segons el cens del 2000, St. Augustine Beach tenia 4.683 habitants, 2.213 habitatges, i 1.263 famílies. La densitat de població era de 932 habitants/km².
Dels 2.213 habitatges en un 18,8% hi vivien nens de menys de 18 anys, en un 46,6% hi vivien parelles casades, en un 7,8% dones solteres, i en un 42,9% no eren unitats familiars. En el 28,8% dels habitatges hi vivien persones soles el 10,3% de les quals corresponia a persones de 65 anys o més que vivien soles. El nombre mitjà de persones vivint en cada habitatge era de 2,12 i el nombre mitjà de persones que vivien en cada família era de 2,57.
Per edats la població es repartia de la següent manera: un 15,4% tenia menys de 18 anys, un 11% entre 18 i 24, un 26,2% entre 25 i 44, un 27,5% de 45 a 60 i un 19,9% 65 anys o més.
L'edat mediana era de 43 anys. Per cada 100 dones de 18 o més anys hi havia 92,8 homes.
La renda mediana per habitatge era de 43.505 $ i la renda mediana per família de 55.341 $. Els homes tenien una renda mediana de 34.883 $ mentre que les dones 26.250 $. La renda per capita de la població era de 27.905 $. Entorn del 2,4% de les famílies i el 8,7% de la població estaven per davall del llindar de pobresa.

## Poblacions properes
El següent diagrama mostra les poblacions més properes.